# Peggy Sue e gli invisibili
Peggy Sue e gli invisibili (Peggy Sue et les Fantômes) è una serie di romanzi fantasy per ragazzi ideata dal francese Serge Brussolo nel 2001, pubblicata in Italia da Fanucci Editore. La serie ha avuto un seguito intitolato Peggy Sue et le chien bleu (Peggy Sue e il cane blu), inedito in Italia.

## Trama
La protagonista, Peggy Sue Fairway, è un'adolescente di 14 anni che, per ragioni sempre diverse, in ogni libro si ritrova ad affrontare avventure e pericoli mortali. 
È l'unica persona in grado di vedere e di combattere dei particolari "fantasmi" detti "Invisibili", che si divertono a fare scherzi pericolosi, spesso mortali, alla gente e la cui natura viene spiegata solo ne La farfalla degli abissi. 
I suoi compagni d'avventura sono un cane chiamato Il Cane Blu, che è un cane telepatico, divenuto intelligentissimo e color indaco dopo essere stato esposto alla luce di un sole artificiale costruito dagli Invisibili, e Sebastian, un giovane messicano, che era imprigionato nel mondo dei sogni e di cui lei si innamorerà. Da quando è scappato dal mondo dei sogni, grazie a Peggy Sue, è condannato a essere un uomo di sabbia, tranne quando è bagnato con acqua pura; quando l'acqua si asciuga, egli si trasforma di nuovo in sabbia. 
Nei primi libri, la protagonista vive con i propri genitori, ma a partire da La farfalla degli abissi (il terzo volume della serie) smette di andare a scuola e va a vivere a Shaka-Kandarec (un paesino sperduto, dove una farfalla gigante dona felicità a chi passa sotto la sua ombra), insieme alla nonna Katy Erin Flanaghan (Nonna Katy), una strega un po' pazza, ma molto gentile, che accompagna Peggy Sue ovunque vada.
Nel quinto libro (Il castello nero), Sebastian viene guarito dalla maledizione della sabbia. Egli può compiere sforzi sovraumani, ma poi cade in un sonno così profondo che neanche il dolore lo risveglia.
Nel settimo libero La Rivolta dei Draghi Sebastian si trasformerà in lupo a causa della magia del pianeta che voleva ricostruire l'ecosistema perduto. Nonostante Peggy Sue riesca a farlo tornare umano gli rimarrà l'animo di lupo facendolo comportare come un selvaggio. Dopo alcune vicissitudini Peggy sarà costretta a malincuore ad abbandonarlo sul pianeta.
Nel dodicesimo libro (inedito in Italia) l'Albero che non esiste Sebastian riesce infine a guarire dalla maledizione, tornando sulla terra da Peggy ritornando finalmente insieme.
Nel libro La Luce Misteriosa si scopre infine che Peggy Sue non è la vera figlia della famiglia Fairway, ma di un terrestre e di Azena, la bella fata dai capelli rossi che andò a trovare Peggy da piccola per consegnarle gli occhiali magici in grado di affrontare gli Invisibili.
Gli Invisibili erano consapevoli che Peggy Sue avrebbe portato la loro distruzione in futuro e cercarono di ucciderla fin da bambina.
Il padre fu assassinato e Azena, a malincuore, fu costretta a separarsi da lei e a nasconderla sul pianeta Terra per fare in modo che gli Invisibili non potessero trovarla cosa che, tuttavia, riuscirono a fare, ma non prima che Azena potesse imporre un incantesimo a sua figlia rendendola intoccabile a loro. Per lungo tempo Azena non si presentò alla propria figlia poiché gli invisibili continuavano a braccarla.
Alla fine del libro madre e figlia si ritrovano iniziando a conoscersi.

## Peggy Sue Fairway
Protagonista della serie. È una ragazza di quattordici anni. Ha i capelli biondi con alcuni ciuffi castani. Tutta via, in ogni libro essi cambiano, da biondo, rossiccio e castani. Soffre di miopia, che in parte riuscirà a curare grazie a un incantesimo, anche se dovrà continuare a portare gli occhiali. Spesso la sua vita è costellata di continui eventi paranormali che le causano non pochi problemi. Nonostante non si consideri bella, Peggy possiede un particolare fascino che a volte attira, i ragazzi che incontra nelle sue avventure. È dotata di un dono speciale che le permette di vedere e interagire con gli Invisibili, creature soprannaturali che nessun altro può vedere o percepire e che portano caos sul pianeta Terra. Per contrastarli Peggy possiede degli occhiali magici che le permettono di respingere gli Invisibili. Peggy è intelligente, coraggiosa e determinata, ma si trova spesso sola poiché gli altri non credono alle sue visioni, considerandola stramba. È indipendente, curiosa e tenace, ma anche sensibile e dotata di un grande senso di responsabilità verso gli altri. La sua vita è complicata dalla consapevolezza dei pericoli soprannaturali che la circondano, ma non si tira mai indietro quando c'è qualcuno che è in pericolo. Il suo desiderio è quello di essere una ragazza normale come le altre e aprire una pasticceria di torte o un negozio di vestiti fabbricati da lei. Cosa che le sarà impossibile, poiché gli eventi magici che la coinvolgono sono una cosa che accade quotidianamente.

## Il Cane Blu
Deuteragonista della serie. Al principio era un semplice cane randagio, ma un sole blu magico, creato dagli Invisibili, lo trasformò rendendolo molto intelligente e telepatico, permettendogli di comunicare con il pensiero. Le radiazioni hanno anche cambiato il colore del suo pelo, diventato blu. Antagonista secondario del primo libro, cambierà e diventerà amico di Peggy dopo aver visto quanto lei gli volesse bene. Ama portare la cravatta.

## Sebastian
Ragazzo messicano di quattordici anni. Fidanzato di Peggy. La sua vera età sarebbe più di settant’anni. Nato molto tempo fa e apparentemente orfano, è entrato nella dimensione dei sogni creata da un genio per sfuggire alla miseria. In questa dimensione il tempo si è fermato, permettendogli di rimanere giovane per decenni. Alla fine riesce a uscirne grazie a Peggy, ma la fuga gli costa caro: subisce una maledizione che lo trasforma in una statua di sabbia vivente. Può mantenere la sua forma compatta solo se bagnato con l’acqua. La sua condizione di statua di sabbia vivente gli conferisce una forza sovrumana, che utilizza per proteggere Peggy e affrontare pericoli soprannaturali. Tiene molto a Peggy e cerca sempre di starle vicino.

## Azèna
Una bellissima fata dai capelli rossi proveniente da un altro pianeta. Peggy la incontrò per la prima volta in un negozio di ottica, quando aveva sei anni. La fata la mise in guardia contro gli Invisibili, avvertendola che non le avrebbero dato tregua. Dotata di grandi poteri, Azèna pose un incantesimo protettivo su Peggy per renderla intoccabile agli Invisibili. Le rivelò inoltre che in lei risiedeva un grande potere, che sarebbe stato in grado di manifestarsi completamente solo una volta cresciuta. Saggia e benevola, Azèna dimostra un profondo senso di responsabilità nei confronti di Peggy.
Per proteggerla ulteriormente, Azèna le donò un paio di occhiali magici, capaci di bruciare gli Invisibili con uno sguardo. Tuttavia, poco tempo dopo, la fata scomparve, costretta a fuggire continuamente dagli Invisibili che la braccavano senza sosta.
Per molto tempo non si fece più vedere, fino a ricomparire nel volume La luce misteriosa. In quell’occasione venne svelata la verità: Azèna è la vera madre di Peggy Sue. Suo marito era un terrestre, ma fu ucciso dagli Invisibili tempo addietro, poiché erano consapevoli che un giorno Peggy li avrebbe distrutti.
Azèna, distrutta dal dolore, fu costretta a separarsi dalla figlia per salvarla. Trasferì Peggy sulla Terra, affidandola in adozione alla famiglia Fairway. Nonostante tutto, Azèna non smise mai di pensare a sua figlia e di vegliare su di lei, aspettando il momento in cui avrebbero finalmente potuto riunirsi.

## Gli Invisibili
I principali antagonisti e nemici giurati di Peggy Sue. Apparentemente simili a fantasmi, rifiutano questa definizione e preferiscono essere chiamati Invisibili. Nonostante la loro intangibilità apparente, sono capaci di agire liberamente anche sul piano fisico. Morbidi, trasparenti e mutevoli, possono assumere qualsiasi forma, colore o aspetto a loro piacimento. Gli Invisibili si divertono a causare caos e distruzione, compiendo scherzi malvagi di ogni tipo.
Odiano profondamente Peggy Sue, che considerano la loro nemica giurata, poiché in più occasioni è riuscita a fermare i loro piani malefici.
Nel terzo libro, La farfalla degli abissi, viene rivelata la loro vera natura: non sono fantasmi, bensì alieni provenienti da un altro mondo. Sul loro pianeta natale hanno l'aspetto di uomini anonimi, con uno sguardo triste e annoiato, vestiti completamente di grigio. La verità è che gli Invisibili sono cloni malriusciti di Glubolz, uno scienziato del loro pianeta.
Glubolz racconta a Peggy di essere l’ultimo sopravvissuto del suo popolo, sterminato trent’anni prima da una devastante epidemia. Sopraffatto dalla solitudine e sull’orlo della follia, Glubolz arrivò a un passo dal suicidio, ma decise infine di costruire una macchina per clonare se stesso, nella speranza di non essere più solo. Tuttavia, l’esperimento si rivelò un terribile errore.
I cloni, con il passare del tempo, diventarono sempre più rudimentali, privi di immaginazione e innovazione. La monotonia e la tristezza divennero la loro natura, trasformandosi in una vera e propria "malattia della noia". Alla ricerca di sollievo, scoprirono la Terra e la considerarono un perfetto parco giochi per sfogare la loro crudeltà e monotonia.
Durante il processo di teletrasporto sulla Terra, i Glubolz subivano una trasformazione, diventando Invisibili con poteri sovrumani e la capacità di mutare forma. Nel frattempo, il Glubolz originale venne imprigionato dai suoi stessi cloni, costretto a mantenere in funzione la macchina di duplicazione, poiché la vita di ciascun clone si era ridotta a un solo anno.
Grazie a Peggy, che riesce a raggiungere il loro mondo, Glubolz viene finalmente liberato. In un atto di estremo, distrugge la macchina di clonazione facendola esplodere insieme a sé stesso, cancellando per sempre la minaccia degli Invisibili dalla Terra.

## Romanzi del ciclo

### Peggy Sue e gli invisibili
1. Il giorno del cane blu (2002)
2. Il sonno del demonio (2002)
3. La farfalla degli abissi (2003)
4. Lo zoo stregato (2004)
5. Il castello nero (2004)
6. La creatura del sottosuolo (2005)
7. La rivolta dei draghi (2006)
8. La giungla rossa (2007)
9. La luce misteriosa (2008)

### Peggy Sue e il cane blu
1. Le Loup et la Fée (letteralmente Il lupo e la fata)

Dopo aver ritrovato sua madre, Peggy Sue intraprende un'altra avventura: Torna ad Ankartha, proprio nel luogo in cui è nata. Ma senza sapere che una leggenda su un cavaliere regnava in questo mondo. Il Cavaliere Erwan di Bregannog avrebbe fatto un patto con un potente mago, desiderando ottenere un'armatura magica che lo rendesse invincibile. D'altra parte, si trasformava in lupo mannaro ogni volta che indossava l'armatura in questione. Questa è la leggenda di Bregannog che Peggy Sue incontrerà, nel bene e nel male...
1. Le Cirque maudit (letteralmente Il circo maledetto)

Inseguiti dalle fate, Peggy Sue e il cane blu hanno cercato rifugio oltre il confine e conducono una vita errante sotto il segno del pericolo. Ma come fai a sfuggire alle spie dei corvi e alle frecce viventi che vagano nel cielo alla tua ricerca? Nascondendosi in questo strano circo, forse? Un tendone in cui compiamo prodigi ma i cui artisti hanno teste morte! Un circo il cui direttore è un gorilla chiuso in una gabbia, e il ragioniere è una pantera nera! Strano, giusto? Ne saprai di più partecipando alla prossima esibizione del circo Diablo! Se ne uscirai vivo, naturalmente.
1. L'Arbre qui n'existait pas (letteralmente L'albero che non esiste)

Allertata da Sebastian, Peggy Sue si reca nella riserva dei licantropi dove sua nonna è in pericolo. Infatti, i licantropi si sono ribellati, costringendo gli abitanti della Terra a rifugiarsi in uno strano albero, che cresce ogni minuto ... Presto i lupi mannari attaccheranno e l'unica soluzione è arrampicarsi su questo albero nero di carbone - foglie commestibili , che protegge tutti i locali. Peggy Sue si innamorerà di nuovo di Sebastian? Chi l'ha abbandonata per un lupo e divenne un capobranco?
1. L'Homme à la tête de plomb (letteralmente L'uomo con la testa di piombo)

Una prigioniera nel labirinto dell'albero gigante, Peggy Sue deve affrontare mille incantesimi e malvagi stregoni. Chi è questo misterioso uomo dalla testa di piombo che la rintraccia per appropriarsi della mappa magica che indica la via della libertà? Non è facile sopravvivere in questo labirinto pieno di trappole, soprattutto quando l'agognata carta è viva, capricciosa e non ha intenzione di fornire le informazioni che ci si aspetta da lei.